# Дастін Кук
Дастін Кук (11 лютого 1989 , Торонто ) - канадський гірськолижник, срібний призер чемпіонату світу 2015 року в супергіганті. 

## Спортивна кар'єра
У кубку світу дебютував наприкінці листопада 2010 року на етапі у Лейк Луїсі. Першим заїздом став швидкісний спуск 27 листопада, де Дастін посів 60-те місце серед 64 спортсменів, що фінішували. 8 березня 2015 року вперше зійшов на п'єдестал пошани на етапі Кубка світу, посівши третє місце в супергіганті в норвезькому Квітф'єллі. 19 березня 2015 року здобув першу перемогу на етапі Кубка світу, у супергіганті в Мерібелі (Франція).
Срібний призер чемпіонату світу 2015 року в супергіганті. А ще взяв участь у чемпіонаті світу 2013 року в гігантському слаломі, але посів лише 39-те місце після першої спроби, а в другій - не дістався фінішу.

## Результати в Кубку світу
Усі результати наведено за даними Міжнародної федерації лижного спорту.

### Підсумкові місця в Кубку світу за роками
| Сезон | Вік | Загальний залік             | Слалом                      | Гігантський слалом          | Супергігант                 | Швидкісний спуск            | Гірськолижна комбінація     |
| ----- | --- | --------------------------- | --------------------------- | --------------------------- | --------------------------- | --------------------------- | --------------------------- |
| 2011  | 22  | 163                         | —                           | —                           | —                           | —                           | 53                          |
| 2012  | 23  | —                           | —                           | —                           | —                           | —                           | —                           |
| 2013  | 24  | 126                         | —                           | 44                          | 50                          | —                           | —                           |
| 2014  | 25  | —                           | —                           | —                           | —                           | —                           | —                           |
| 2015  | 26  | 30                          | —                           | 30                          | 5                           | —                           | —                           |
| 2016  | 27  | травмований упродовж сезону | травмований упродовж сезону | травмований упродовж сезону | травмований упродовж сезону | травмований упродовж сезону | травмований упродовж сезону |
| 2017  | 28  | 88                          | —                           | —                           | 21                          | —                           | —                           |
| 2018  | 29  | 70                          | —                           | —                           | 17                          | —                           | —                           |
| 2019  | 30  | 99                          | —                           | —                           | 27                          | —                           | —                           |

Станом на 20 січня 2019

### П'єдестали в окремих заїздах
- 1 перемога – (1 СГ)
- 2 п'єдестали – (2 СГ)

| Сезон | Дата            | Місце проведення     | Дисципліна  | Місце |
| ----- | --------------- | -------------------- | ----------- | ----- |
| 2015  | 8 березня 2015  | Kvitfjell (Норвегія) | Супергігант | 3-тє  |
| 2015  | 18 березня 2015 | Мерібель (Франція)   | Супергігант | 1-ше  |

## Результати на чемпіонатах світу
Усі результати наведено за даними Міжнародної федерації лижного спорту.
| Рік  | Вік | Слалом | Гігантський слалом | Супергігант | Швидкісний спуск | Гірськолижна комбінація |
| ---- | --- | ------ | ------------------ | ----------- | ---------------- | ----------------------- |
| 2013 | 24  | —      | НФ2                | —           | —                | —                       |
| 2015 | 26  | —      | 12                 | 2           | —                | —                       |
| 2017 | 28  | —      | —                  | НФ          | —                | —                       |
| 2019 | 30  | —      | —                  | НФ          | —                | —                       |

## Результати на Олімпійських іграх
Усі результати наведено за даними Міжнародної федерації лижного спорту.
| Рік  | Вік | Слалом | Гігантський слалом | Супергігант | Швидкісний спуск | Гірськолижна комбінація |
| ---- | --- | ------ | ------------------ | ----------- | ---------------- | ----------------------- |
| 2018 | 29  | —      | —                  | 9           | 32               | —                       |